# Plecia angustiventris
Espèce
Plecia angustiventris est une espèce fossile de mouches ou diptères de la famille des Bibionidae ou « mouches de Saint-Marc » (ou mouches noires), et du genre Plecia.

## Classification
L'espèce Plecia angustiventris est publiée par Nicolas Théobald en 1937. 

### Fossiles
L'holotype C79 de l'ère Cénozoïque, et de l'époque Éocène (37,2 à 33,9 Ma.) faisait partie de la collection du muséum de Marseille et vient de la formation de Célas près d'Alès dans le Gard. 
Cet holotype à plusieurs paratypes :

« C86 coll. Mus. Marseille, Insecte bien conservé, yeux à facettes visibles, Célas. 
C89 coll. Mus. Marseille, montre bien les pattes, deux yeux composés et une antenne cordiforme, Célas.
Ni6, 4, 11 coll. Mus. Nîmes, très beaux exemplaires, Les Fumades (Gard). 
Ni1 + 10 coll. Mus. Nîmes, empreinte et contre empreinte, Les Fumades (Gard). ».

### Confirmation du genre Plecia
Cette espèce est confirmée dans le genre Plecia en 2017 par Skartveit et Nel. 

### Étymologie
L'épithète spécifique angustiventris signifie en latin « ventre étroit ».

### Espèce synonyme
Selon Paleobiology Database et GBIF en 2023, cette espèce a un synonyme †Plecia angustipennis Handlirsch 1910, avec deux fossiles de la Colombie britannique au Canada. The Taxonomicon ne référence pas ce synonyme.

## Description

### Caractères
Diagnose de Nicolas Théobald en 1937, :

« Insecte couché sur le côté. Corps de teinte noire, ailes brun noir. Tête arrondie, légèrement allongée dans le sens vertical, œil ovale ; deux antennes de 0,5 mm, homonomes. Thorax ovale. Ailes atteignant l'extrémité de l'abdomen, Rs bifurqué. Les deux ailes se recouvrent en partie. Pattes velues, tibias éperonnés. Abdomen nettement segmenté, se rétrécit vers l'arrière. Arceaux dorsaux plus foncés que les parties ventrales. ».

### Dimensions
La longueur totale est de 8 mm ; la longueur des ailes 6 mm ; la longueur de la tête 0,6 mm pour une hauteur de 0,7 mm; la longueur du thorax 3 mm pour une hauteur de 2 mm ; la longueur de l'abdomen 6 mm pour une hauteur de 2,5 mm.

### Affinités
« Notre échantillon se rapproche de Plecia Försteri N. Th., par la forme de l'abdomen ; il s'en distingue pourtant par les ailes qui dépassent longuement l'abdomen.
À cette espèce appartiennent probablement les échantillons C66, 52, 35, et 64 de la collection du Museum de Marseille, venant de Célas. ».

## Galerie
- Espèces vivantes du genre Plecia.
- Plecia heteroptera.
- Plecia imperialis.
- Plecia nearctica.
- Plecia nearctica.
- Plecia ruficollis.
- Plecia ruficollis.

### Articles
- [2017] (en) John Skartveit et André Nel, « Revision of fossil Bibionidae (Insecta: Diptera) from French Oligocene deposits », Zootaxa, Magnolia Press (d), vol. 4225, no 1,‎ 23 janvier 2017, p. 1–83 (ISSN 1175-5334 et 1175-5326, OCLC 49030618, PMID 28187637, DOI 10.11646/ZOOTAXA.4225.1.1). .

### Publication originale
- [1937] Nicolas Théobald, « Les insectes fossiles des terrains oligocènes de France 473 p., 17 fig., 7 cartes,13 tables, 29 planches hors texte », Bulletin Mensuel de la Société des Sciences de Nancy et Mémoires de la Société des sciences de Nancy, Imprimerie G. Thomas,‎ 1937, p. 1-473 (ISSN 1155-1119 et 2263-6439, OCLC 786027547). .